# Fenedor

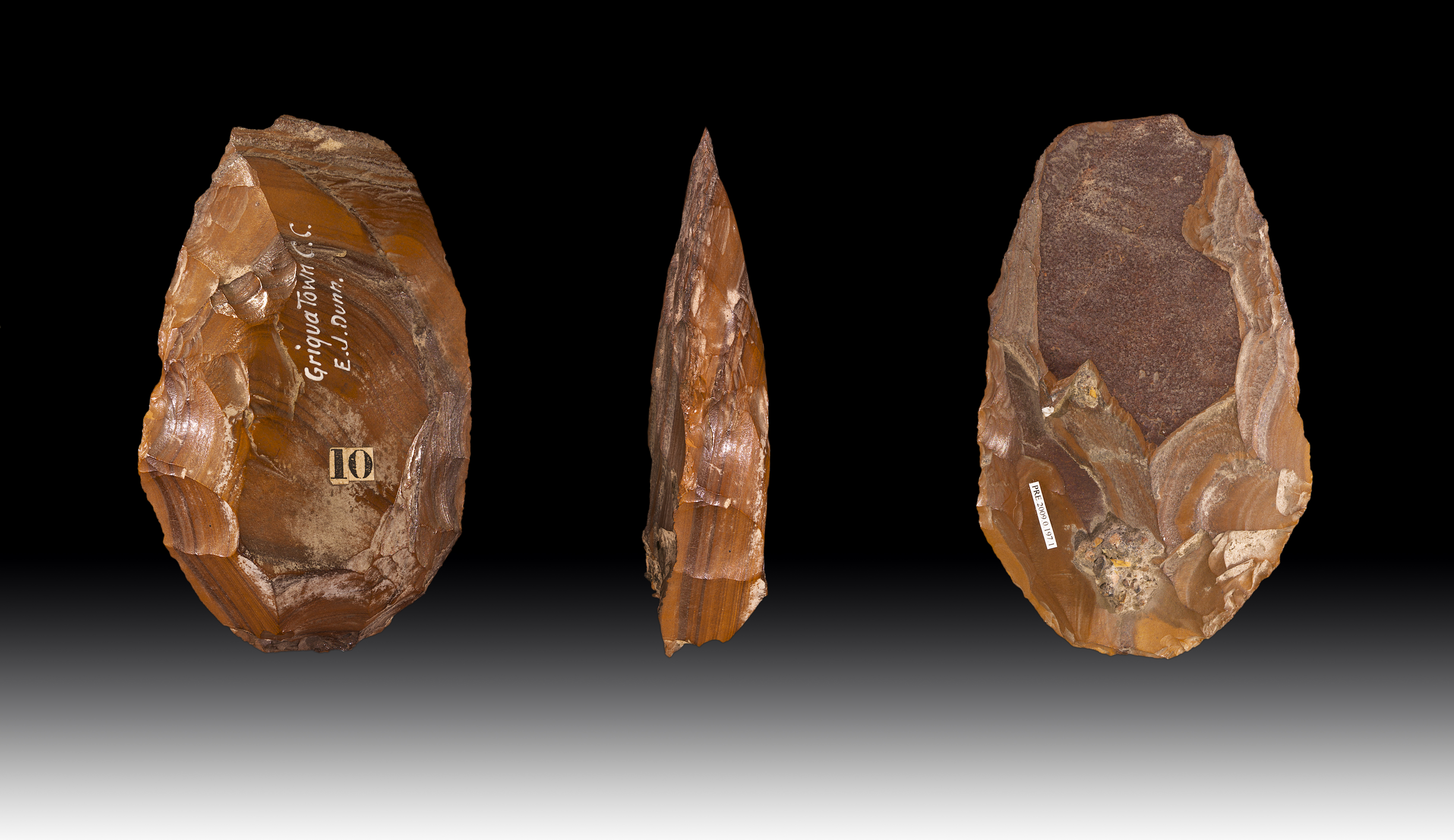
Tres vistes de fenedors de sílex de Griquatown, Sud-àfrica

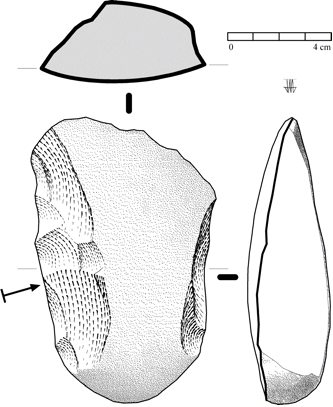
Diagrama

Un fenedor en arqueologia, és una eina de pedra bifacial del Paleolític tardà.
Els fenedors són com petites destrals de mà. La seva forma es caracteritza pel fet de ser un instrument allargat, de mida mitjana a gran amb una vora terminal tallant transversal a l'eix morfològic de la peça.

## Cronologia i geografia del fenedor

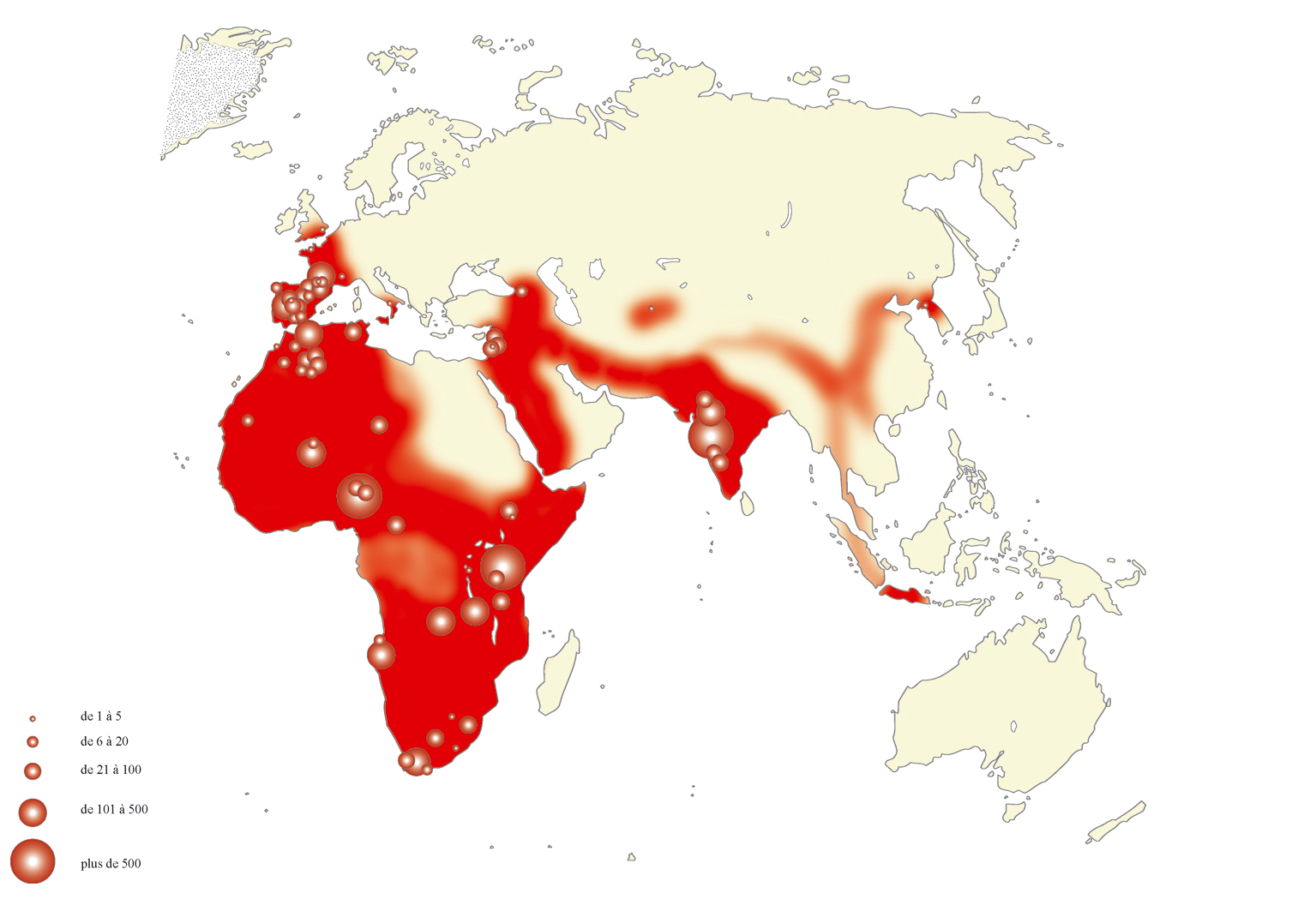
Distribució geogràfica del fenedor, els punts indiquen les zones de més concentració, la zona vermella assenyala allà on és conegut

El fenedor apareix durant molt de temps: ja apreix en una forma poc elaborada al final de l'olduvaienc com a Garba IV (Melka Kunturé, Etiòpia) amb dues peces i en la Gola d'Olduvai (Tanzània), en els nivells MNK i EF-HR, que Mary Leakey situà a un «Olduvaienc evolucionat», recentment datats d'1,6 milions d'anys.
El moment de més gran desenvolupament del fenedor és l'Acheulià, sobretot a Àfrica, on en alguns jaciments representen la tercera part de les eines convencionals.